# Clovia albomarginata
Clovia albomarginata is een halfvleugelig insect uit de familie Aphrophoridae. De wetenschappelijke naam van deze soort is voor het eerst geldig gepubliceerd in 1911 door Melichar.